# Мороз Петро Іванович
Петро́ Іва́нович Моро́з (5 червня 1985 — 23 січня 2016) — солдат Збройних Сил України, учасник російсько-української війни.

## Життєпис
Народився 1985 року в місті Нововолинськ Волинської області. Навчався в нововолинській ЗОШ № 6, 2004 року закінчив Нововолинське ВПУ—1, здобув спеціальність «офіціант, бармен, буфетник»; працював у барі «Едем», згодом — на різних роботах.
Мобілізований навесні 2015 року, військовослужбовець 24-ї окремої механізованої бригади.
Помер 23 січня 2016-го під час несення служби поблизу міста Попасна Луганської області (за іншими даними — в лікарні від крововиливу в мозок).
29 січня 2016 року похований в місті Нововолинськ з військовими почестями.
Без Петра лишились батьки та сестра.

## Вшанування
- 20 травня 2016-го в нововолинському ВПУ відкрито меморіальні дошки Василю Касьяну та Петру Морозу[2][3].
- 23 травня 2016 року відкрито меморіальну дошку Петру Морозу у нововолинській ЗОШ № 6[4][5].
- Почесний громадянин міста Нововолинськ (посмертно)[6]